# Grabków (powiat starachowicki)
Grabków – wieś w Polsce, położona w województwie świętokrzyskim, w powiecie starachowickim, w gminie Pawłów.
W latach 1954–1959 wieś należała i była siedzibą władz gromady Grabków, po jej zniesieniu w gromadzie Tarczek. W latach 1975–1998 miejscowość należała administracyjnie do województwa kieleckiego.

## Części wsi
| SIMC    | Nazwa     | Rodzaj    |
| ------- | --------- | --------- |
| 0260296 | Dworskie  | część wsi |
| 0260304 | Komorniki | część wsi |
| 0260310 | Miejskie  | część wsi |

## Historia
Według zapisu z wieku XV wieś należała do probostwa kieleckiego (Długosz II, 463).
Według Słownika geograficznego Królestwa Polskiego, w drugiej połowie XIX wieku, Grabków opisano jako wieś i majorat rządowy, w powiecie iłżeckim, gminie Tarczek, parafii Świętomarz. Zapis z roku 1826 określał rozległość gruntu wsi, która wynosiła 292 mórg. Według spisu miast, wsi, osad Królestwa Polskiego w r. 1827 było w Grabkowie 25 domów i 152 mieszkańców. Spis z 1882 roku wykazał tu 33 domów, 271 mieszkańców, 155 mórg ziemi dworskiej, i 308 włościańskiej. Dobra rządowe Grabków składały się z folwarków: Grabków, Niestuchów, Proskownia, wsi Grabków i Niestuchów